# Кленовиця Велика
Кленовиця Велика (Кльоновниця Велика, Кльоновниця-Дужа, пол. Klonownica Duża) — село в Польщі, у гміні Рокитно Більського повіту Люблінського воєводства. Населення — 283 особи (2011).

## Історія

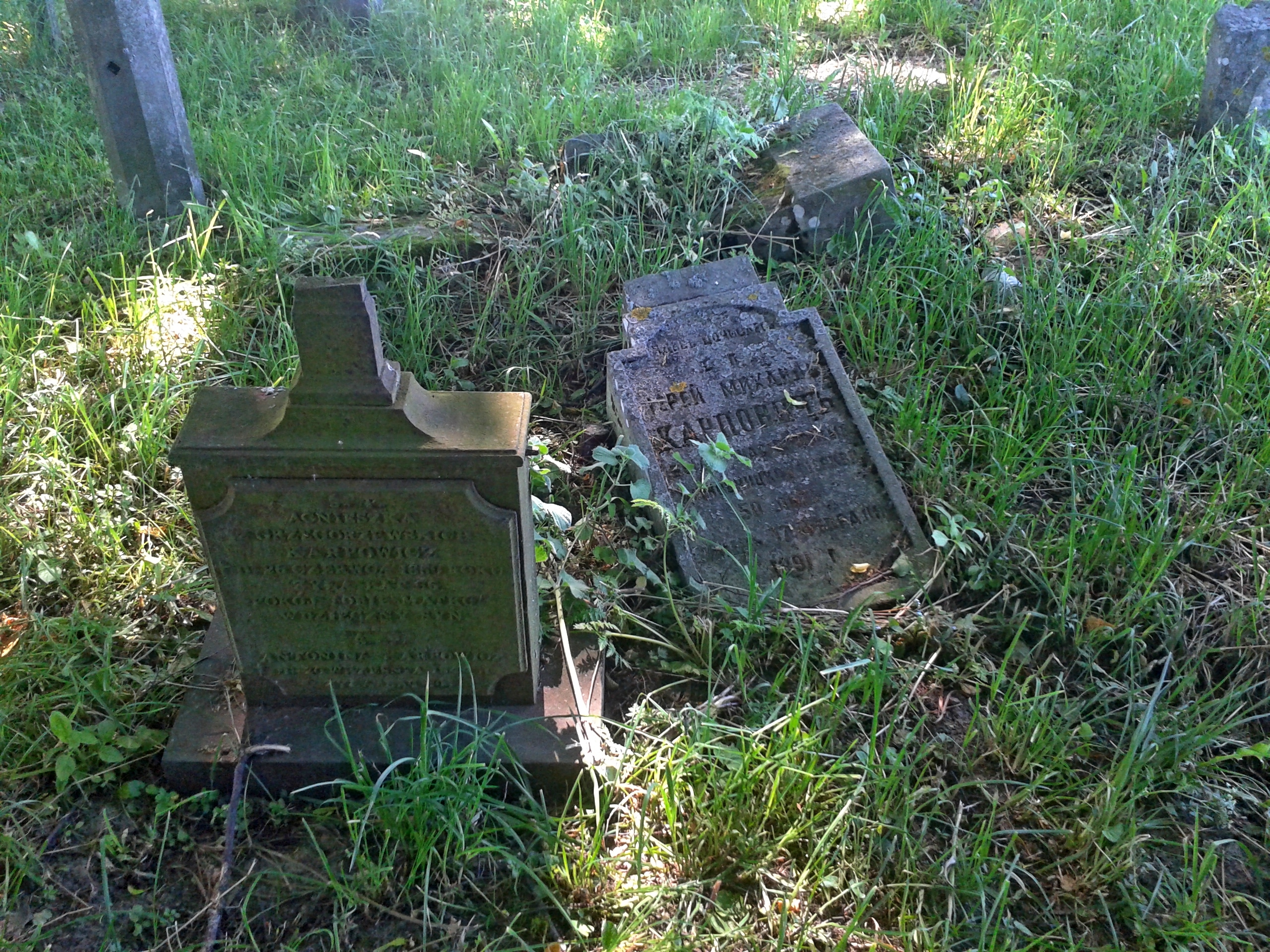
Православний і греко-католицький цвинтар

1703 року вперше згадується церква в селі.
За даними етнографічної експедиції 1869—1870 років під керівництвом Павла Чубинського, у селі переважно проживали греко-католики, які розмовляли українською мовою.
У міжвоєнні 1918—1939 роки польська влада в рамках великої акції руйнування та відбирання українських храмів на Холмщині і Підляшші перетворила місцеву православну церкву на римо-католицький костел.
Під час Другої світової війни у селі відновилося українське життя. Діяла українська школа, кооператив «Згода», українське освітнє товариство. За німецьким переписом 1940 року, у селі налічувалося 704 особи, з них 116 українців, 575 поляків, 7 «русинів», 6 білорусів. У 1943 році в селі мешкало 146 українців та 576 поляків.
У 1975—1998 роках село належало до Білопідляського воєводства.

## Населення
Демографічна структура станом на 31 березня 2011 року:
|          | Загалом | Допрацездатний вік | Працездатний вік | Постпрацездатний вік |
| -------- | ------- | ------------------ | ---------------- | -------------------- |
| Чоловіки | 146     | 39                 | 84               | 23                   |
| Жінки    | 137     | 26                 | 66               | 45                   |
| Разом    | 283     | 65                 | 150              | 68                   |